# Матьё, Поль-Анри
Поль-Анри́ Матьё (фр. Paul-Henry Mathieu; родился 12 января 1982 года в Страсбуре, Франция) — французский профессиональный теннисист; победитель пяти турниров АТР (четыре — в одиночном разряде); финалист Кубка Дэвиса (2002) в составе национальной сборной Франции; победитель одного юниорского турнира Большого шлема в одиночном разряде (Открытый чемпионат Франции-2000); бывшая шестая ракетка мира в одиночном юниорском рейтинге.

## Спортивная карьера
Поль-Анри Матьё начал играть в теннис в три с половиной года со старшим братом Пьер-Ивом (сейчас теннисный тренер). В 1996 году Поль-Анри выиграл сначала турнир Les Petits As в Тарбе, неофициальный чемпионат мира в возрастной категории до 14 лет, а потом престижный юниорский турнир Orange Bowl во Флориде в той же возрастной группе. В 1997-2000 году тренировался в академии Ника Боллетьери в Брейдентоне. В 2000 году выиграл Открытый чемпионат Франции среди юношей, победив в финале Томми Робредо. В июле 2001 года в Схевенингене дошёл до первого в карьере финала турнира уровня ATP Challenger.
В 2002 году Матьё дошёл до четвёртого круга Открытого чемпионата Франции, где во встрече с Андре Агасси вёл 2:0 по сетам, но в итоге проиграл. В августе он в Лонг-Айленде обыграл Пита Сампраса. Это поражение стало последним для Сампраса в официальных турнирах — после него американец выиграл Открытый чемпионат США и завершил игровую карьеру. Осенью Матьё выиграл два турнира Ассоциации теннисистов-профессионалов (АТР) подряд, первым из которых стал Кубок Кремля, в результате продвинулся в рейтинге АТР на сто мест, вошёл в число 50 сильнейших теннисистов мира и был удостоен Награды ATP в категории «Лучший новичок». В конце года он провёл две игры за сборную Франции в финальном матче Кубка Дэвиса со сборной России, но уступил в обеих; в матче с Михаилом Южным Матьё вёл 2-0 по сетам, но не смог довести матч до победы.
К середине 2004 года Матьё выбывает из первой сотни рейтинга АТР, возвращается в неё после победы на «челленджере» в Сеговии (Испания), но к концу года снова её покидает. 2005 год становится для него более удачным: он доходит до четвёртого круга турнира Мастерс в Индиан-Уэллс, потом до полуфинала турнира Мастерс в Монреале (победил в первом круге пятую ракетку мира Энди Роддика) и заканчивает сезон в середине первой сотни рейтинга. В 2006 году он повторяет своё лучшее достижение в турнирах Большого шлема, выйдя в четвёртый круг Открытого чемпионата Австралии.
В 2007 году у Матьё открылось «второе дыхание». За сезон он выиграл два турнира АТР и ещё раз сыграл в финале, по два раза победил игроков первой десятки рейтинга Давыденко и Гонсалеса (первого в том числе в матче Кубка Дэвиса) и закончил сезон на двадцать пятой позиции. После выхода в четвёртый круг Открытого чемпионата Австралии и турнира Мастерс в Майами, в апреле 2008 года достиг 12 места в рейтинге, высшего в карьере. На олимпийском турнире в Пекине дошёл до четвертьфинала, победив во втором круге пятую ракетку мира Давыденко. В парном разряде Матьё выигрывает единственный в карьере турнир АТР в Бухаресте. В 2009 году он впервые в карьере вышел в финал турнира класса АТР 500 в Гамбурге, а через год повторил это достижение уже в парном разряде, выступая с Жереми Шарди. В 2010 году он также побывал в четвёртом круге на Уимблдоне и в третьем круге на Открытом чемпионате США в одиночном разряде, но полностью пропустил следующий сезон из-за незалеченной травмы левого колена.
В 2012 году вернулся на корты. На Открытом чемпионате Франции во втором круге обыграл американца Джона Изнера со счётом 62−7 6-4 6-4 3-6 18-16 за 5 часов и 41 минуту, что стало 4-м результатом по продолжительности матчей в истории турниров Большого шлема и вторым в истории «Ролан Гаррос». За сезон Матьё дважды доходил до полуфиналов в турнирах АТР и, начав сезон без места в рейтинге, проделал путь на более чем 1500 мест вверх и окончил его в числе 60 лучших игроков мира. Самыми серьёзными из соперников, обыгранных им за сезон, были Джон Изнер и Фелисиано Лопес.
2013 год в турнирах Большого шлема и АТР Матьё начал с восьми поражений подряд, первую победу одержав только в мае в квалификации мадридского турнира Мастерс над 103-й ракеткой мира Гаштаном Эльяшем, а две недели спустя добравшись до четвертьфинала в Ницце. Неудачи в турнирах АТР продолжали преследовать его и в дальнейшем, и после поражения в первом круге Открытого чемпионата США он на некоторое время почти полностью переключился на «челленджеры», дойдя до финала в Люксембурге. Сезон Матьё удалось закончить на более мажорной ноте, добравшись до четвертьфинала на турнире в Базеле, где он начал свой путь с квалификации и победил по дороге своего соотечественника, 55-ю ракетку мира Микаэля Льодра. На следующий год Матьё больше выступал в турнирах АТР, хотя его лучшим результатом на этом уровне тоже стали всего лишь выходы в четвертьфинал в апреле в Бухаресте и в сентябре в Меце. В бухарестском четвертьфинале он не сумел реализовать шесть матчболов в игре против своего соотечественника Гаэля Монфиса. Матьё также дошёл летом в Брауншвейге до финала одного из немногих сыгранных в этом сезоне «челленджеров», проиграв там представителю страны-организатора Саше Звереву, и в итоге с трудом зацепился за первую сотню рейтинга АТР.
Наибольшим успехом 2015 года стало для Матьё первое с 2009 года участие в финале турнира АТР; это произошло на Открытом чемпионате Австрии. Занимая в рейтинге 109-е место, француз прошёл через квалификацию, во 2-м и 3-м круге обыграл двух соперников из первой сотни и в финале уступил в трёх сетах игроку Top-50 Филиппу Кольшрайберу. Помимо этого Матьё отметился выходом в четвертьфинал Открытого чемпионата Швеции и двумя поражениями в финалах «челленджеров», как и за год до этого, закончив сезон в самом хвосте первой сотни рейтинга. В 2016 году он, как и за год до этого, один раз побывал в финале турнира АТР, на этот раз в Монпелье, где его обыграл занимавший 10-е место в рейтинге Ришар Гаске; это поражение стало для Матьё 22-м подряд в матчах с представителями первой десятки рейтинга. В дополнение к этому финалу он побывал в полуфинале Открытого чемпионата Швейцарии и в финале «челленджера» в Кемпере (Франция), где проиграл 208-й ракетке мира Андрею Рублёву.
За 2017 год Матьё лишь один раз сумел выиграть матч в турнире основной категории АТР (в Монпелье), а также прошёл через отборочное сито в свою 15-ю основную сетку Открытого чемпионата Франции. 1 ноября 2017 года было официально объявлено об окончании его игровой карьеры

## Рейтинг на конец года
| Год  | Одиночный рейтинг | Парный рейтинг |
| 2017 | 249               | 550            |
| 2016 | 73                | 421            |
| 2015 | 95                |                |
| 2014 | 96                |                |
| 2013 | 129               |                |
| 2012 | 58                |                |
| 2011 | 526               |                |
| 2010 | 97                | 208            |
| 2009 | 33                | 529            |
| 2008 | 31                | 118            |
| 2007 | 25                | 423            |
| 2006 | 55                | 195            |
| 2005 | 46                | 483            |
| 2004 | 123               | 1200           |
| 2003 | 83                | 930            |
| 2002 | 36                | 299            |
| 2001 | 150               | 749            |
| 2000 | 275               | 774            |
| 1999 | 517               | 1357           |
| 1998 | 1324              |                |

## Выступления на турнирах

### Финалы турниров ATP в одиночном разряде (10)

#### Победы (4)
| Легенда                              |
| ------------------------------------ |
| Турниры Большого шлема (0)           |
| Кубок Мастерс / Финал АТР-тура (0)   |
| ATP Мастерс 1000 (0)                 |
| ATP International Gold / АТР 500 (0) |
| ATP International / АТР 250 (4+1)    |

| Титулы по покрытиям | Титулы по месту проведения матчей турнира |
| ------------------- | ----------------------------------------- |
| Хард (0)            | Зал (2)                                   |
| Грунт (2+1)         | Зал (2)                                   |
| Трава (0)           | Открытый воздух (2+1)                     |
| Ковёр (2)           | Открытый воздух (2+1)                     |

| №  | Дата            | Турнир              | Покрытие | Соперник в финале | Счёт           |
| 1. | 6 октября 2002  | Москва, Россия      | Ковёр(i) | Шенг Схалкен      | 4-6 6-2 6-0    |
| 2. | 13 октября 2002 | Лион, Франция       | Ковёр(i) | Густаво Куэртен   | 4-6 6-3 6-1    |
| 3. | 29 апреля 2007  | Касабланка, Марокко | Грунт    | Альберт Монтаньес | 6-1 6-1        |
| 4. | 15 июля 2007    | Гштад, Швейцария    | Грунт    | Андреас Сеппи     | 6-7(1) 6-4 7-5 |

#### Поражения (6)
| №  | Дата             | Турнир            | Покрытие | Соперник в финале  | Счёт           |
| 1. | 28 сентября 2003 | Палермо, Италия   | Грунт    | Николас Массу      | 6-1 2-6 6-7(0) |
| 2. | 14 октября 2007  | Москва, Россия    | Ковёр(i) | Николай Давыденко  | 5-7 6-7(9)     |
| 3. | 5 октября 2008   | Мец, Франция      | Хард(i)  | Дмитрий Турсунов   | 6-7(6) 6-1 4-6 |
| 4. | 26 июля 2009     | Гамбург, Германия | Грунт    | Николай Давыденко  | 4-6 2-6        |
| 5. | 8 августа 2015   | Кицбюэль, Австрия | Грунт    | Филипп Кольшрайбер | 6-2 2-6 2-6    |
| 6. | 7 февраля 2016   | Монпелье, Франция | Хард(i)  | Ришар Гаске        | 5-7 4-6        |

### Финалы челленджеров и фьючерсов в одиночном разряде (14)

#### Победы (4)
| Условные обозначения |
| Челленджеры (1)      |
| Фьючерсы (3)         |

| Титулы по покрытиям | Титулы по месту проведения матчей турнира |
| ------------------- | ----------------------------------------- |
| Хард (1)            | Зал (1)                                   |
| Грунт (3)           | Зал (1)                                   |
| Трава (0)           | Открытый воздух (3)                       |
| Ковёр (0)           | Открытый воздух (3)                       |

| №  | Дата           | Турнир            | Покрытие | Соперник в финале  | Счёт           |
| 1. | 4 февраля 2001 | Довиль, Франция   | Грунт(i) | Жан-Мишель Пекери  | 6-3 7-5        |
| 2. | 6 мая 2001     | Торторето, Италия | Грунт    | Массимо Делл’Акква | 7-5 6-1        |
| 3. | 13 мая 2001    | Вальденго, Италия | Грунт    | Гийом Маркс        | 7-5 6-3        |
| 4. | 1 августа 2004 | Сеговия, Испания  | Хард     | Николя Маю         | 6-7(4) 6-4 6-4 |

#### Поражения (10)
| №   | Дата             | Турнир                   | Покрытие | Соперник в финале | Счёт           |
| 1.  | 2 апреля 2000    | Мобил, США               | Хард     | Дамиан Фурмански  | 4-5 — отказ    |
| 2.  | 15 июля 2001     | Схевенинген, Нидерланды  | Грунт    | Рамон Слёйтер     | 3-6 4-6        |
| 3.  | 11 августа 2001  | Кордова, Испания         | Хард     | Яркко Ниеминен    | 4-6 6-2 3-6    |
| 4.  | 31 мая 2002      | Сан-Луис-Потоси, Мексика | Грунт    | Дик Норман        | 6-2 2-6 4-6    |
| 5.  | 16 сентября 2012 | Петанж, Люксембург       | Хард(i)  | Тобиас Камке      | 6-7(7) 4-6     |
| 6.  | 15 сентября 2013 | Петанж, Люксембург       | Хард(i)  | Тобиас Камке      | 6-1 3-6 5-7    |
| 7.  | 6 июля 2014      | Брауншвейг, Германия     | Грунт    | Александр Зверев  | 6-1 1-6 4-6    |
| 8.  | 10 мая 2015      | Экс-ан-Прованс, Франция  | Грунт    | Робин Хасе        | 6-7(1) 2-6     |
| 9.  | 11 июля 2015     | Брауншвейг, Германия     | Грунт    | Филип Краинович   | 2-6 4-6        |
| 10. | 6 марта 2016     | Кемпер, Франция          | Хард(i)  | Андрей Рублёв     | 7-6(6) 4-6 4-6 |

### Финалы турнировATPв парном разряде (2)

#### Победы (1)
| №  | Дата             | Турнир            | Покрытие | Партнёр         | Соперники в финале                   | Счёт                  |
| 1. | 13 сентября 2008 | Бухарест, Румыния | Грунт    | Николя Девильде | Марцин Матковский Мариуш Фирстенберг | 7-6(4) 6-7(9) [22-20] |

#### Поражения (1)
| №  | Дата         | Турнир            | Покрытие | Партнёр      | Соперники в финале       | Счёт           |
| 1. | 25 июля 2010 | Гамбург, Германия | Грунт    | Жереми Шарди | Марк Лопес Давид Марреро | 3-6 6-2 [8-10] |

### Финалы командных турниров (1)

#### Поражения (1)
| №  | Год  | Турнир       | Команда                                               | Соперник в финале                         | Счёт |
| 1. | 2002 | Кубок Дэвиса | Франция С. Грожан, П. А. Матьё, Ф. Санторо, Н. Эскюде | Россия Е. Кафельников, М. Сафин, М. Южный | 2-3  |